# كريم أباد (بوئين)
کریم أباد (بالفارسية: کریم‌آباد) هي قرية تقع في إيران في قسم بوئین الريفي. يقدر عدد سكانها بـ 195 نسمة .